# أوجيني سودربرغ
أوجيني سودربرغ (بالسويدية: Eugénie Söderberg)‏ (1903، هايدلبرغ في ألمانيا - 1973، نيويورك في الولايات المتحدة)؛ مترجمة، كاتِبة وروائية سويدية-أمريكية.